# Akmeņrags
Akmeņrags är en udde i Lettland.   Den ligger i Dienvidkurzeme kommun, i den västra delen av landet, 190 km väster om huvudstaden Riga.